# Aeroporto Internazionale di Porto Sudan
Il Nuovo Aeroporto Internazionale di Porto Sudan (in arabo مطار بورتسودان الدولي الجديد‎?; in inglese Port Sudan New International Airport)è uno scalo aereo sudanese che serve la città di Porto Sudan. 

## Storia
L'aeroporto fu aperto nel 1992 in sostituzione dell'aeroporto militare di Porto Sudan.

### Incidenti
- 8 luglio 2003, il volo Sudan Airways 139, un Boeing 737, si è schiantato circa 15 minuti dopo il decollo. Tutti i 117 passeggeri e l'equipaggio, tranne uno, sono morti nell'incidente. La causa fu un guasto meccanico seguito da un errore del pilota. Un bambino è l'unico sopravvissuto all'incidente.[1]